# Distretto di Oltinkol
Il distretto di Oltinkol (usbeco Oltinko`l) è uno dei 14 distretti della Regione di Andijan, in Uzbekistan. Il capoluogo è Oltinkol.